# Woodbury (New Jersey)
Woodbury is een plaats (city) in de Amerikaanse staat New Jersey, en valt bestuurlijk gezien onder Gloucester County.

## Demografie
Bij de volkstelling in 2000 werd het aantal inwoners vastgesteld op 10.307.
In 2006 is het aantal inwoners door het United States Census Bureau geschat op 10.410, een stijging van 103 (1.0%).

## Geografie
Volgens het United States Census Bureau beslaat de plaats een oppervlakte van
5,5 km², waarvan 5,4 km² land en 0,1 km² water. Woodbury ligt op ongeveer 11 m boven zeeniveau.

## Geboren
- Roscoe Lee Browne (1922-2007), acteur
- Emma Bell (1986), actrice

## Plaatsen in de nabije omgeving
De onderstaande figuur toont nabijgelegen plaatsen in een straal van 8 km rond Woodbury.